# Кокурин, Борис Степанович
Борис Степанович Кокурин (10 сентября 1920, Саранск — 3 февраля 1983, Астрахань) — русский и советский певец (тенор). Заслуженный артист РСФСР (1955). Лауреат Сталинской премии (1955). Преподаватель актёрского мастерства в Астраханской консерватории (1975—1983 гг).

## Биография
Борис Степанович Кокурин родился в 1920 году в Саранске. Детство и юность провёл в Астрахани. Его отец был санитарным врачом, а мать — домохозяйкой. Известно, что в Астрахани семья проживала в центре, на улице Бабушкина, и будущий артист учился в средней школе № 10. По завершении обучения в школе, в 1938 году, Кокурин поступил в военное училище в городе Орджоникидзе. Через два года был направлен служить на западную границу СССР, являлся командиром роты, адъютантом командира полка. С началом Великой Отечественной войны его часть одной из первых приняла на себя удар вражеских сил. Участник Великой Отечественной войны. После демобилизации, в феврале 1946 года, возвратился в Астрахань.
В 1950 году окончил обучение в Саратовской государственной консерватории, являлся учеником К. А. Корзюковой. Стал работать солистом Саратовского театра оперы и балета. В 1951 году работал в Новосибирском театре оперы и балета. С 1958 по 1974 годы солист Башкирского театра оперы и балета.
Борис Кокурин исполнитель свыше 50 различных вокальных партий. В концертном репертуаре исполнителя были произведения зарубежных, русских и отечественных композиторов. Гастролировал по регионам Советского Союза, а также за рубежом.
С 1975 года проживал в Астрахани, вернулся в родной город из-за болезни матери. Преподавал в Астраханской консерватории в классе актёрского мастерства. Умер 3 февраля 1983 года.

## Награды и звания
- Заслуженный артист РСФСР (1955),
- Сталинская премия в области литературы и искусства III степени (1951) — за партию Родиона в опере «От всего сердца» Г. Л. Жуковского, поставленную на сцене Саратовского АТОБ имени Н. Г. Чернышевского,
- Дипломант Всесоюзного фестиваля советского оперного творчества (Новосибирск, 1957),
- Дипломант Всероссийского смотра оперных спектаклей драматических, музыкальных и детских театров (Уфа, 1967).

## Театральное творчество
- Родион «От всего сердца» Г. Л. Жуковского,
- Герман «Пиковой даме» П. И. Чайковского,
- Княжич Юрий «Чародейка» П. И. Чайковского,
- Сатанин «Иван Сусанин» М. И. Глинки,
- Радомес «Аида» Дж. Верди,
- Монрико «Трубадур» Дж. Верди,
- Отелло «Отелло» Дж. Верди,
- Дон Карлос «Дон Карлос» Дж. Верди,
- Кавародосси «Тоска» Дж. Пуччини,
- Джонсон «Девушка с Запада» Дж. Пуччини,
- Канио «Паяцы» Р. Леонкавалло.